# Saint-Siméon, Capitale-Nationale
Saint-Siméon är en kommun i provinsen Québec i Kanada. Den ligger i regionen Capitale-Nationale, i den östra delen av landet, 500 km nordost om huvudstaden Ottawa. Kommunen bildades 2001 genom sammanslagning av bykommunen och socknen med samma namn.